# فردریک پالاک
سر فردریک پالاک، سومین بارونت (۱۰ دسامبر ۱۸۴۵ – ۱۸ ژانویه 1937) یک حقوقدان انگلیسی بود. او شهرتش را مدیون نگارش کتاب «تاریخچهٔ حقوق انگلیسی پیش از عصر ادوارد اول» و مکاتبات طولانی خود با الیور وندل هولمز، قاضی دادگاه عالی عدالت قضایی ایالات متحده می‌باشد. او یکی از اعضای انجمن حواریون کمبریج بود.

## زندگی
فردریک پالاک پسر ارشد ویلیام فردریک پالاک (رئیس دادگاه خزانه‌داری کل کشور) و ژولیت کرید (دختر کشیش هری کرید) بود. او نوهٔ سر فردریک پولاک، اولین بارونت و بارون لرد ارشد خزانه‌داری کل کشور بود. او همچنین بزرگترین برادرزادهٔ فیلد مارشال سر جورج پولاک، اولین بارونت و پسر عموی بزرگ ارنست پولاک، اولین ویسکنت هانورث، رئیس دیوان مکاتبات بود.
او در کالج ایتون، به عنوان پژوهشگر ویژهٔ پادشاه و در کالج ترینیتی کمبریج به عنوان عضو هیئت علمی (از سال ۱۸۶۸ به بعد) به فعالیت پرداخت. عضویت او در کانون وکلا در سال ۱۸۷۱ پذیرفته شد. او نویسندهٔ مجموعه‌ای از رساله‌های آموزشی است که رویکردی جدید به آموزش حقوق انگلیسی داشتند، از جملهٔ این رساله‌های می‌توان به «اصول قرارداد در قانون و حقوق صاحبان سهام» (۱۸۷۶) و «حقوق مسؤولیت مدنی» (۱۸۸۷) اشاره کرد.

## شمشیربازی
او همراه با برادر کوچکترش والتر هریس پولاک در نخستین کنگرهٔ احیای فنون کهن شمشیربازی انگلیسی شرکت کرد.

## آثار
- اصول قرارداد (۱۸۷۶)
- حقوق مسؤولیت مدنی (۱۸۸۷)
- پرونده‌های حقوقی برجستهٔ رسیدگی شده در حقوق انگلیس (۱۸۷۶)
- اسپینوزا: زندگی و فلسفه‌اش (۱۸۸۰)
- تاریخچهٔ حقوق انگلیسی، پیش از عصر ادوارد اول (۱۸۹۵؛ همراه با فردریک ویلیام میتلند)
- نخستین کتاب فلسفهٔ حقوق برای دانشجویان حقوق عرفی (۱۸۹۶)
- دانشنامهٔ حقوق انگلستان با دادخواست‌ها و رویه‌ها (۱۹۰۷؛ همراه با سر الکساندر وود رنتون و ماکسول اندرسون رابرتسون)
- برای نوه‌ام (۱۹۳۳)

## همچنین بنگرید به
- آلفرد هاتون
- HEMA